# 郑志鹏
郑志鹏（1940年—），男，壮族，广西宁明人，中国物理学家，曾任中国科学院高能物理研究所研究员、所长，广西大学校长，中国物理学会副理事长。